# Chrpa
Chrpa (Centaurea) je rozsáhlý rod rostlin z čeledi hvězdnicovitých, zahrnující v různých zdrojích 350–730 druhů. Rozšířen je především v Evropě, ve Středomoří a v jihozápadní Asii. V České republice se v 21. století vyskytuje více než 20 druhů chrp (a řada menších taxonů a kříženců), z nichž některé jsou zdomácnělými archeofyty či neofyty. Patří k determinačně nejobtížnějším skupinám rostlin, především kvůli rozsáhlému křížení, a ani jeho celkové systematické pojetí není dosud definitivně ustáleno.

## Taxonomie
Rod patří v rámci čeledi hvězdnicovitých do podčeledi Carduoideae, tribu Cardueae a subtribu Centaureineae, kde jsou jeho blízkými příbuznými například rody světlice (Carthamus), parcha (Rhaponticum), chrpinka (Crupina), srpovník (Klasea) nebo srpice (Serratula). Patří k taxonomicky a determinačně k nejobtížnějším skupinám rostlin a pojetí rodu se v průběhu lidského poznání proměňovalo. V současné taxonomii je rod členěn do tří podrodů, jež lze brát i jako samostatné rody: podrod Lopholoma zahrnuje 80–100 druhů s velkými úbory a výrazně členěnými listy (u nás chrpa čekánek); podrod Cyanus má 40–50 druhů s převážně modrými květy, celistvými listy a třásnitým lemem listenů (v ČR 4 modře kvetoucí druhy); a konečně nejobsáhlejší podrod Centaurea zahrnuje několik stovek druhů v celé škále morfologického bohatství rodu. Vyčleněny do samostatných rodů byly fylogenetickými studiemi nynější rody Rhaponticoides a Psephellus (chrpinec), naopak jiné i morfologicky odlišné rody byly do něho vřazeny, mimo jiné rod benedikt (Cnicus) se známým zástupcem benediktem lékařským (Cnicus benedictus, v aktuální platné taxonomii Centaurea benedicta).
Evolučně patří chrpy k poměrně mladým rostlinám; odhaduje se, že k rozdělení tří podrodů došlo zhruba před 15 miliony let v miocénu, zatímco jednotlivé recentní druhy vznikaly až během klimatických výkyvů ve čtvrtohorách.

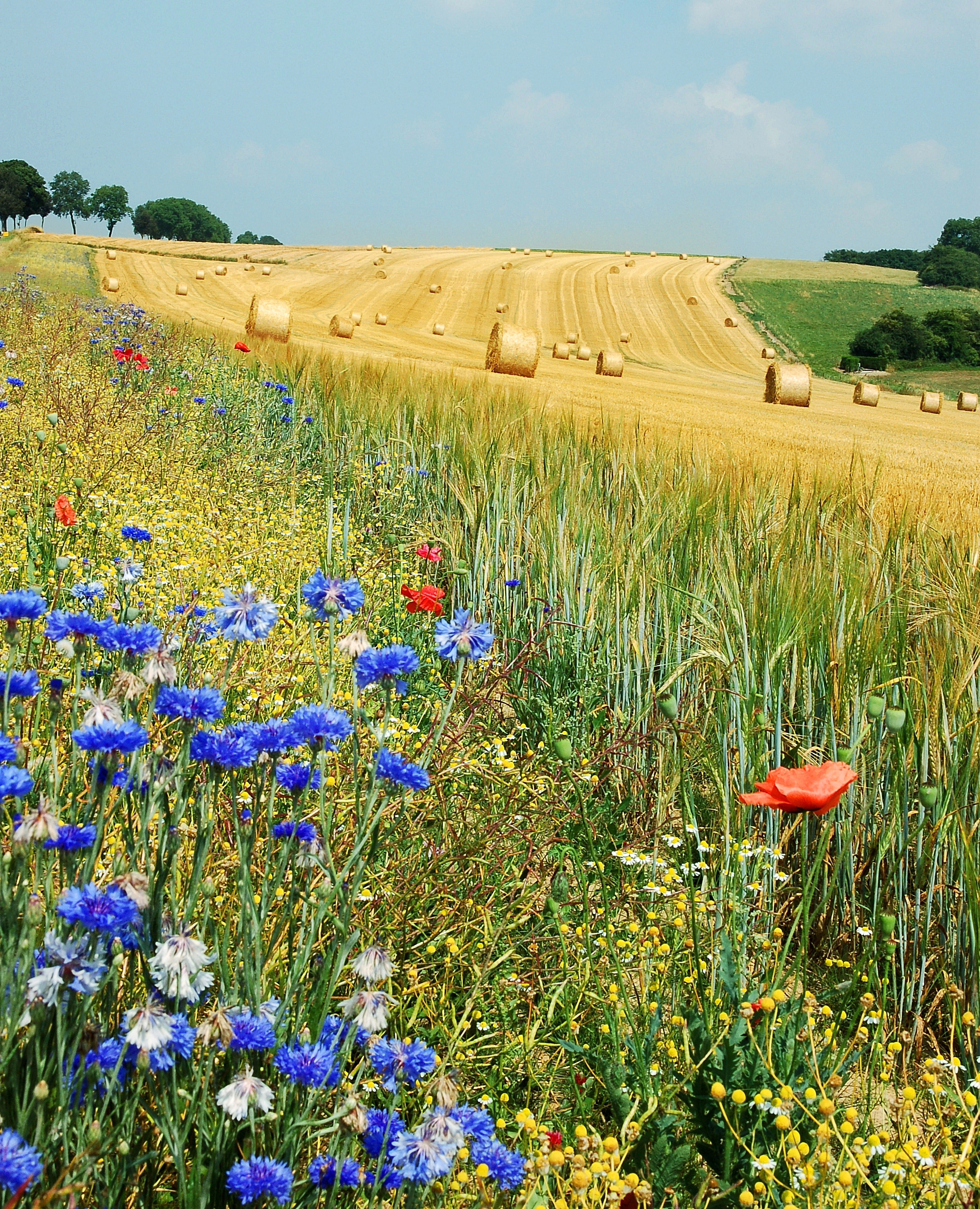
Chrpa modrá (vlevo) na svém typickém stanovišti na okraji pole

## Rozšíření a ekologie
Vývojovým centrem rodu je Přední Asie (Turecko, Zakavkazí, Írán), hlavní oblasti diverzity chrp dále zahrnují oblast Středomoří a Střední Asii. Střední Evropa leží již na okraji jejich hlavního areálu, jednotlivé zástupce ale najdeme v celé Evropě včetně Skandinávie a Britských ostrovů. Méně se vyskytují v subsaharské Africe a na Sibiři. V nových oblastech se mnohé druhy často invazně šíří.
Chrpy jsou zásadně světlomilné rostliny, vyrůstají tedy převážně na otevřených lokalitách jako jsou louky, stepi, pastviny, meze, kamenité svahy a náspy, lesní lemy a světliny, okraje cest apod., mnohé též na ruderálních stanovištích. Některé druhy jsou plevelnými rostlinami v polních kulturách. Vzhledem k obsahu nektaru v květech patří k dobrým medonosným rostlinám.

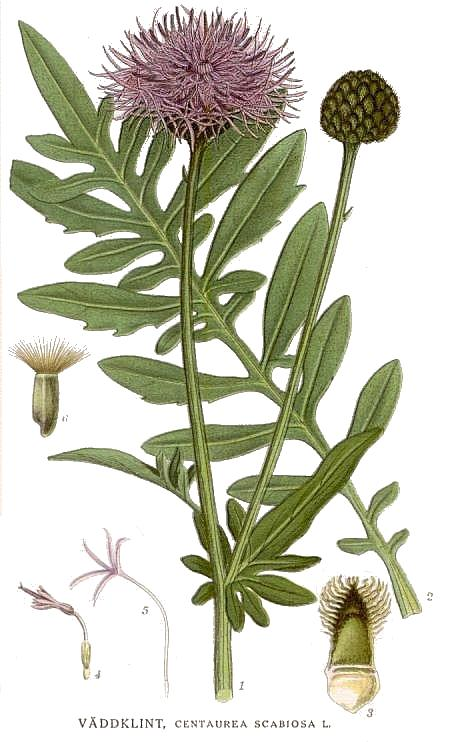
Chrpa čekánek – botanická ilustrace

## Popis
Zástupci rodu chrpa jsou jednoleté, dvouleté nebo vytrvalé byliny, mimo území ČR též polokeře a vzácně i keře. Listy jsou v chudé přízemní růžici (za květu často již odumřelé) a střídavě na lodyhách; mohou být jednoduché nebo bohatě členěné. Květenstvím jsou úbory, které vyrůstají jednotlivě nebo shloučeně na koncích větévek, skládají se pouze z trubkovitých květů fialové, modré, žluté či bílé barvy. Lůžko úboru je štětinaté, bez plevek. Zákrovní listeny jsou střechovitě uspořádané, s rozmanitě utvářenými přívěsky, které mohou být různě dlouhé a různě nasazené, celokrajné nebo třásnité, někdy proměněné v ostny; podoba zákrovních listenů a jejich přívěsků je důležitým determinačním znakem. Květy jsou oboupohlavné, po okrajích úboru jalové, cizosprašné; opylovány jsou hmyzem. Plody jsou nažky s paprsčitým chmýrem, někdy i bez chmýru.
Základní chromozómové číslo x nabývá hodnot 7–12, velmi častá je polyploidie, především diploidie a tetraploidie. Chrpy jsou rostliny s poměrně velkou vnitrodruhovou variabilitou, zástupci jednotlivých podrodů se mezi sebou navíc snadno kříží, a to i zpětně, za vzniku hybridních rojů velmi obtížně rozpoznatelných jedinců s přechodnými morfologickými znaky.

## Vybraní zástupci

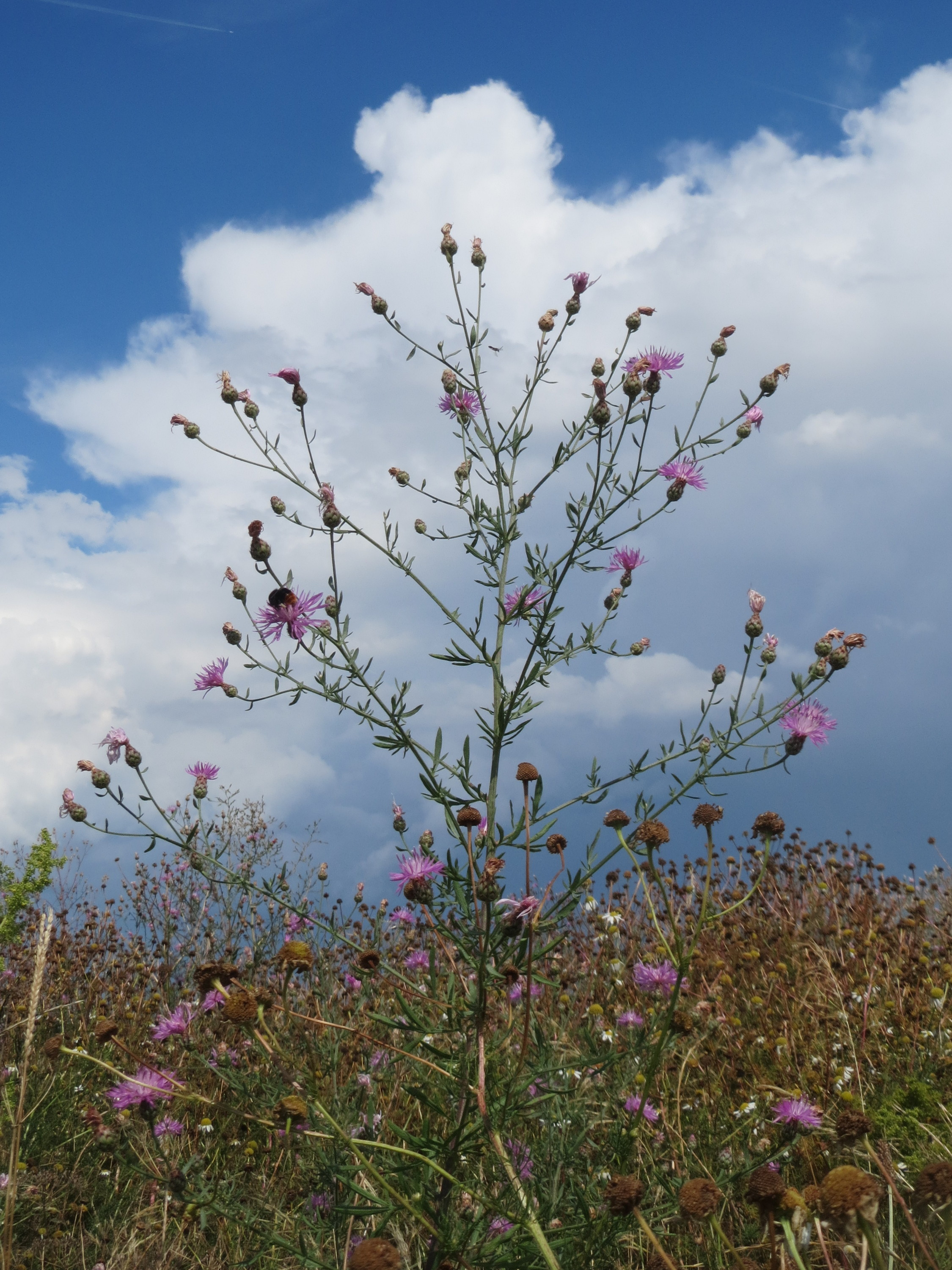
Chrpa latnatá

### Druhy původní v české květeně
- chrpa čekánek (Centaurea scabiosa)
- chrpa Erdnerova (C. erdneri), v ČR ohrožený druh (C3)
- chrpa horská (C. montana), v ČR silně ohrožený druh (C2)
- chrpa chlumní (C. triumfetti), v ČR ohrožený druh (C3)
- chrpa latnatá (C. stoebe)
- chrpa luční (C. jacea)
- chrpa měkká (C. mollis), v ČR kriticky ohrožená (C1)
- chrpa modrá (ch. polní, C. cyanus), naturalizovaný archeofyt, jako polní plevel dosti ustupuje
- chrpa ostroperá (C. oxylepis)
- chrpa parukářka (C. pseudophrygia)
- chrpa třepenitá (C. phrygia), v ČR silně ohrožená (C2)
- chrpa úzkoperá (C. stenolepis), v ČR silně ohrožená (C2)

### Ostatní druhy, v ČR přechodně zplaňující
- benedikt lékařský (Centaurea benedicta, syn. Cnicus benedictus), Středomoří a jihozápadní Asie, pěstován jako léčivka
- chrpa černá (C. nigra), původní v západní Evropě a na Britských ostrovech
- chrpa černající (C. nigrescens), Alpy a Balkán
- chrpa kraňská (C. carniolica), Alpy a Balkán
- chrpa maltská (C. melitensis), Středomoří
- chrpa rozkladitá (C. diffusa), jihovýchodní Evropa a západní Asie
- chrpa sikavice (C. calcitrapa), původní ve Středomoří
- chrpa žlutá (C. solstitialis), od Středomoří po Střední Asii
- chrpa žlutokvětá (C. macrocephala), původem z Kavkazu

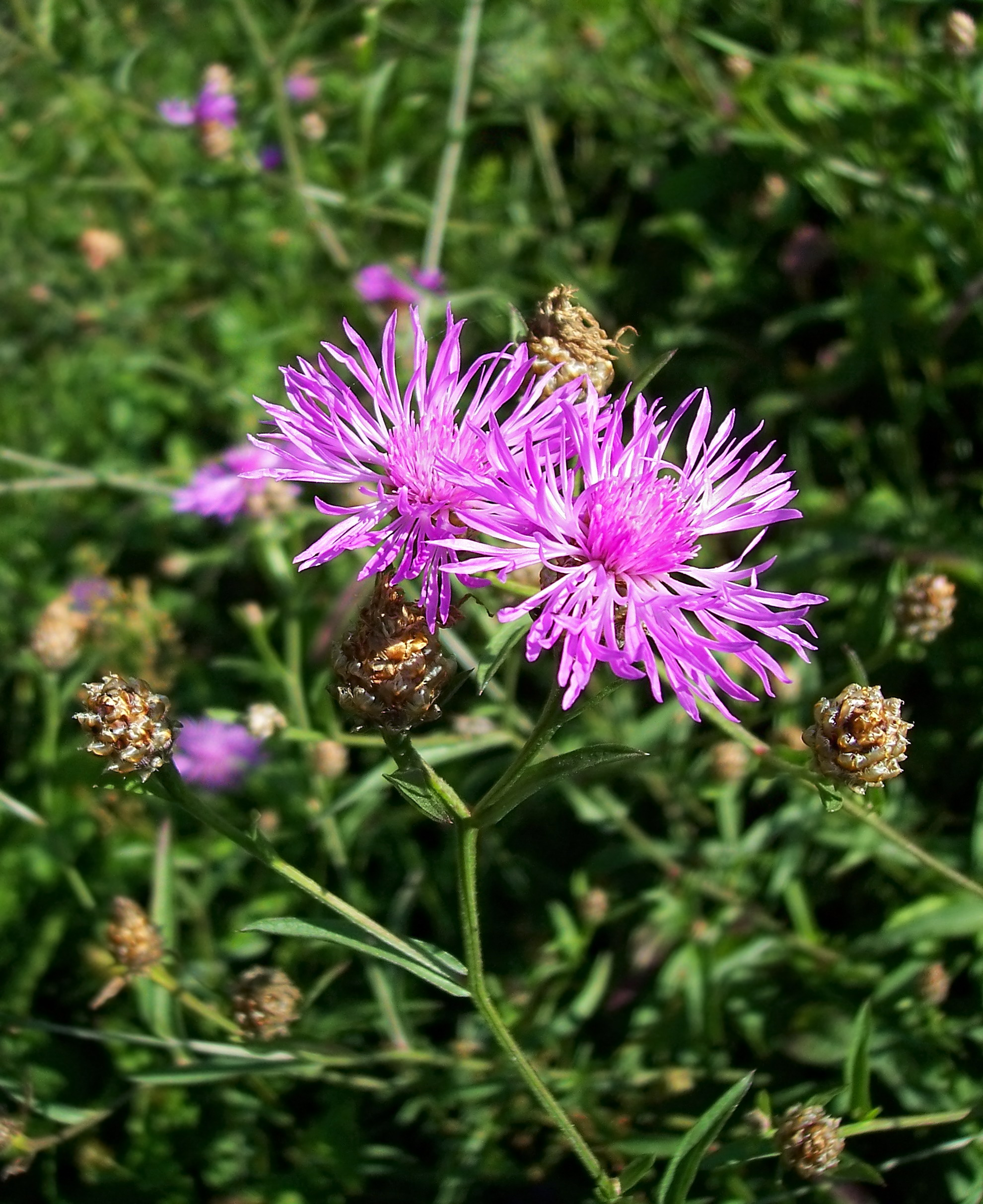
Chrpa luční (Centaurea jacea)
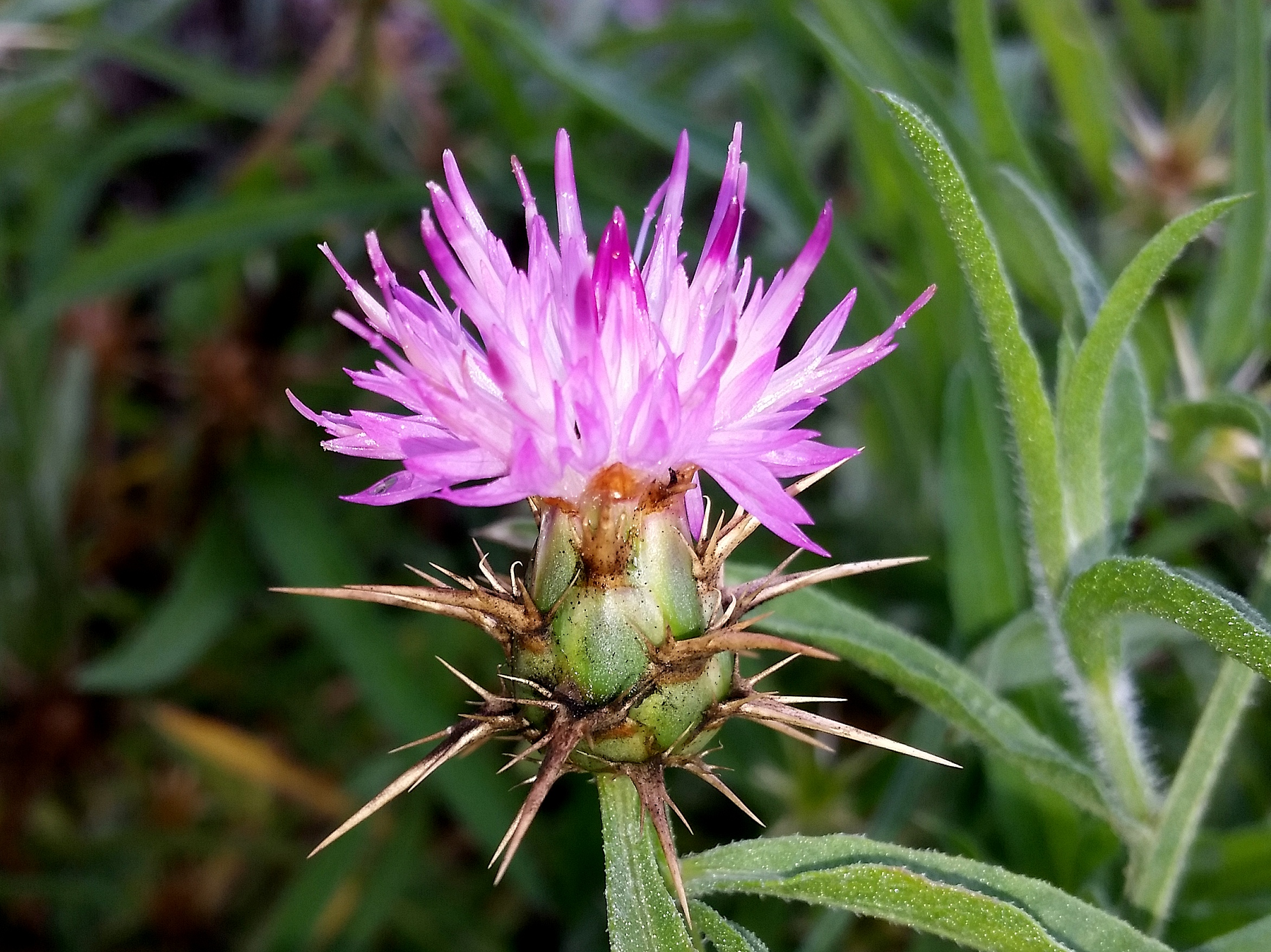
Chrpa sikavice (Centaurea calcitrapa)
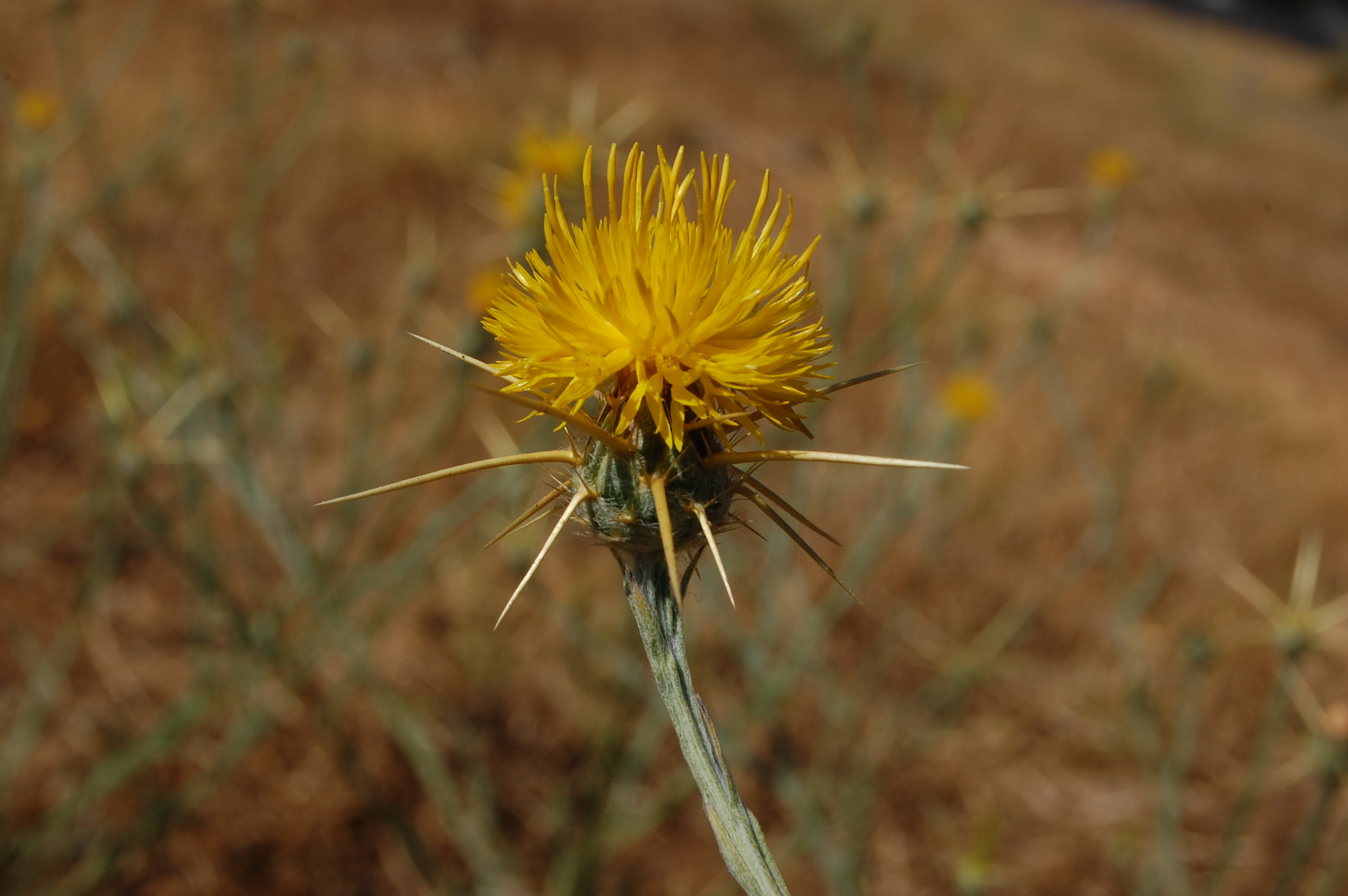
Chrpa žlutá (C. solstitialis)
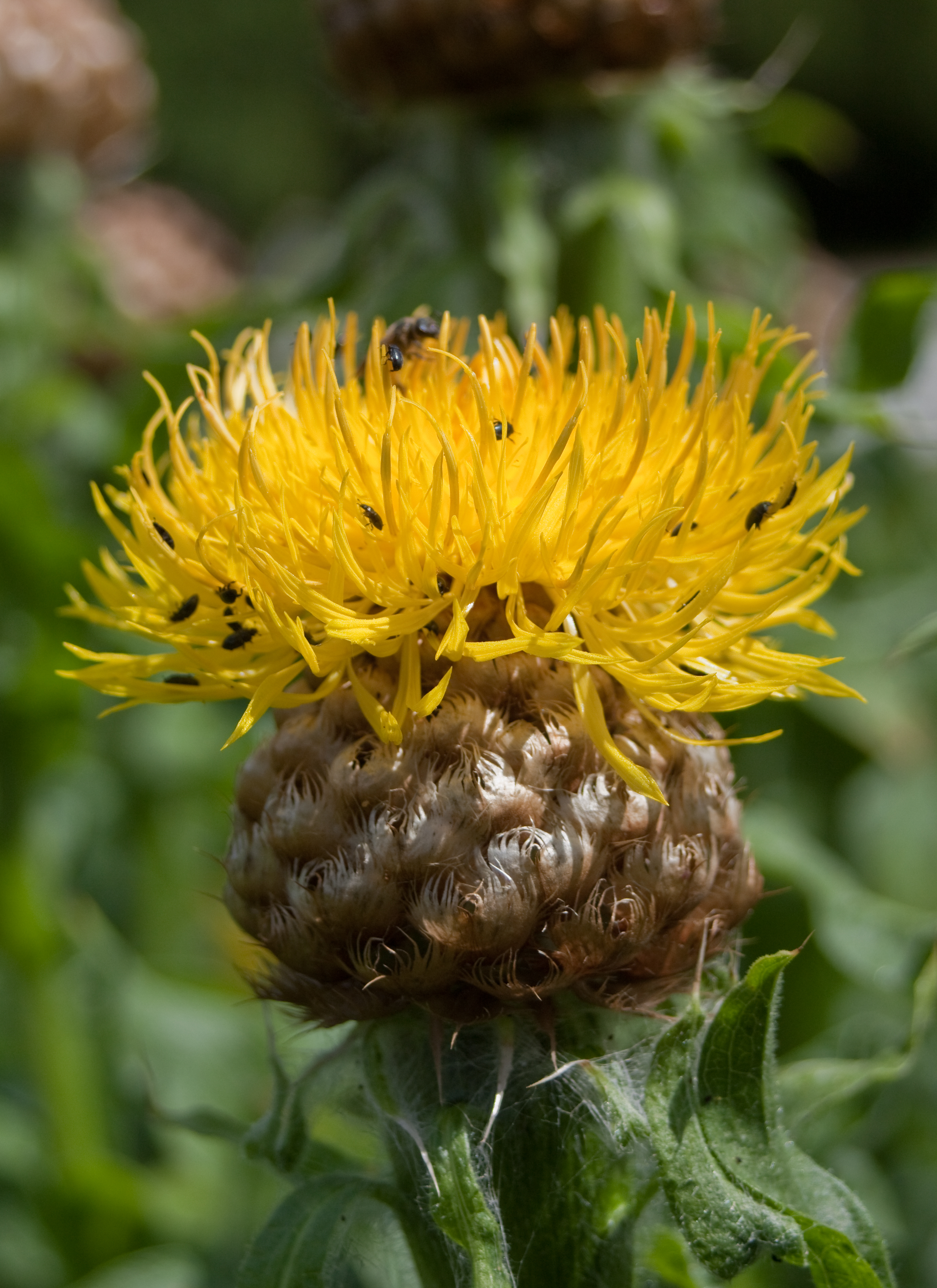
Chrpa žlutokvětá (C. macrocephala)
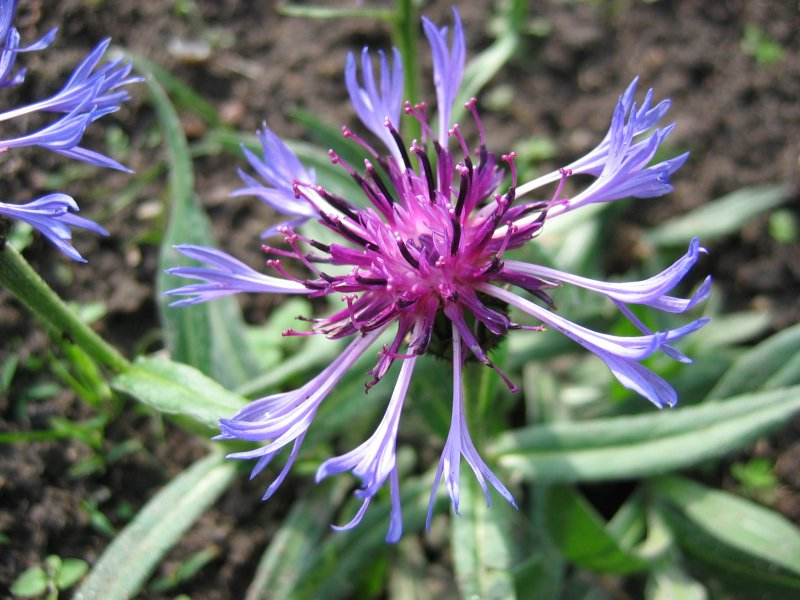
Chrpa chlumní (C. triumfetti)
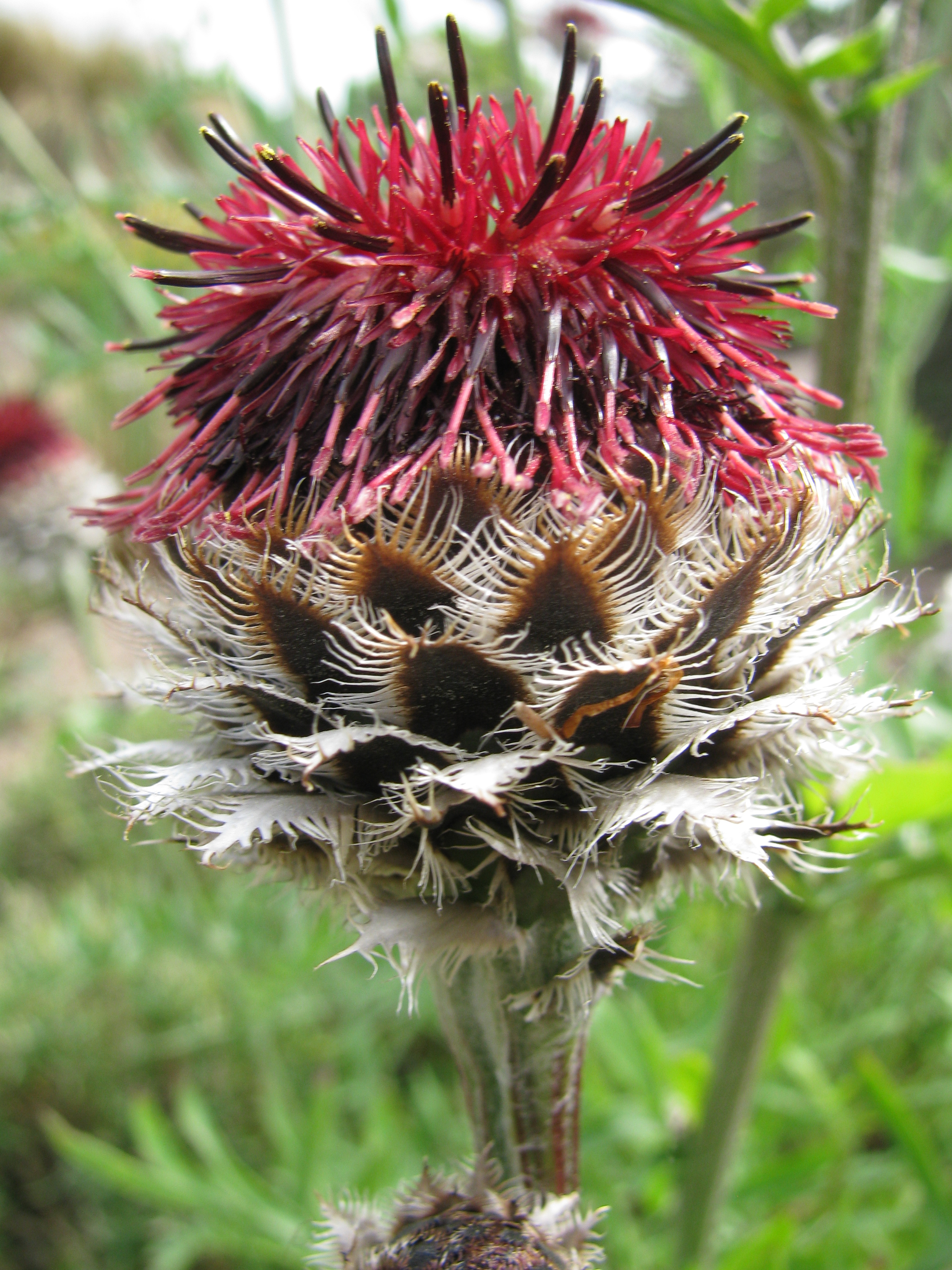
Centaurea atropurpurea

## Význam
Některé druhy jsou používány a šlechtěny jako okrasné rostliny, např. chrpa modrá jako letnička nebo chrpa žlutokvětá jako trvalka, také v plnokvětých či různobarevných kultivarech. Lze je používat též k řezu. Jejich medonosnost je využívána včelaři k produkci medu.